# Abstract Rude
Abstract Rude, pseudonimo di Aaron Pointer (...), è un rapper statunitense, originario di Los Angeles. È l'MC degli Abstract Tribe Unique, assieme ai ballerini Zulu Butterfly e Irie Lion King, a DJ Drez e al produttore Fat Jack. È anche membro degli Haiku D'Etat, con Myka 9 e Aceyalone, e dei The A-Team assieme a Aceyalone.

## Discografia
Solista
- 2002 - Making Tracks
- 2004 - Making More Tracks
- 2004 - Still Making Tracks
- 2009 - Rejuvenation
- 2010 - Steel Making Trax
- 2012 - Dear Abbey (The lost letters)

Abstract Tribe Unique
- 1996 - Underground Fossils
- 1997 - Mood Pieces
- 1998 - South Central Thynk Taynk
- 2001 - P.A.I.N.T.
- 2003 - Showtyme

Haiku D'Etat
- 1999 - Haiku D'Etat
- 2004 - Coup de Theatre

The A-Team
- 2000 - Who Framed the A-Team?
- 2003 - Lab Down Under
- 2006 - Who Reframed the A-Team?

### Collaborazioni
- 2001 - Abstract Rude, Prevail & Moka Only - Code Name: Scorpion
- 2005 - Abstract Rude & Taktloss - These Walls (EP)